# Taiakou
Taiakou är ett arrondissement i kommunen Tanguiéta i Benin. Den hade 9 716 invånare år 2002.